# Martin Fido
Martin Austin Fido (Penzance, 18 de octubre de 1939-North Falmouth, 2 de abril de 2019) fue un escritor, profesor universitario y conductor de radio británico.

## Biografía
Egresado de Oxford, trabajó como profesor de Literatura en la Universidad de las Indias Occidentales. Regresó al Reino Unido en 1983 y comenzó a trabajar para la BBC Local Radio, donde fue conductor del programa Murder After Midnight. Desde 2001 es profesor de la Universidad de Boston.

## Obra
Fido se centró en la historia de verdaderos crímenes de Inglaterra, nunca elaboró una novela policíaca y solo se reservó a escribir dos ensayos sobre crímenes no resueltos; los de John F. Kennedy y Jack el Destripador. El otro fuerte del escritor fueron las biografías de sus compatriotas: Agatha Christie, Charles Dickens, Oscar Wilde, William Shakespeare y el personaje Sherlock Holmes.
En 1996 publica su obra Who Killed JFK? que le demandó cinco años, donde da su versión sobre el asesinato de John F. Kennedy.

## Jack el Destripador
Su trabajo más admirado, es The crimes, detection and death of Jack the Ripper de 1987. En esta obra Fido identificó al asesino conocido como Jack el Destripador, con el carnicero ruso judío David Cohen; alias de Nathan Kaminsky.
La policía de la época señaló como sospechosos principales a tres hombres, el abogado Montague Druitt a quien descartaron rápidamente y a dos obreros extranjeros judíos: Severin Klosowski y Aaron Kosminski. Nunca se procesó una acusación formal contra ambos, porque jamás existieron pruebas que vincularan a alguno de ellos con los asesinatos. Con el paso del tiempo y la progresión de la perfilación criminal durante el siglo XX, expertos de la ciencia descartaron a ambos sospechosos.
Es aquí donde Fido plantea su hipótesis: la policía basándose en varios testimonios y pruebas, siguió a un tal David Cohen que se sospechaba era un obrero extranjero judío, postura que tomó fuerza con el testimonio de Joseph Lawende. El inspector Frederick George Abberline señaló a Klosowski y Kosminski, pero en realidad confundió ambos apellidos con el de Kaminsky; Nathan Kaminsky quien sí usaba el alias David Cohen. Fido concluye contando la biografía de David Cohen/Nathan Kaminsky.

### Legado
Seis años más tarde de publicada la obra, en 1993, el ex–agente del FBI John E. Douglas avaló la hipótesis de Fido tras concluir una exhaustiva investigación personal de dos décadas sobre el asesino de Whitechapel.
Con el paso del tiempo la conjetura de Fido se ha posicionado como la de mayor probabilidad o al menos como la más coherente si se trata de un obrero extranjero.